# Rhaphidura leucopygialis
Rhaphidura leucopygialis е вид птица от семейство Бързолетови (Apodidae).

## Разпространение
Видът е разпространен в Бруней, Индонезия, Малайзия, Мианмар, Сингапур и Тайланд.